# Hospital Nacional Hipólito Unanue
El Hospital Nacional Hipólito Unanue es un centro hospitalario público ubicado en el distrito de El Agustino, en la ciudad de Lima, capital del Perú. Es administrado por el Ministerio de Salud del Perú (Minsa), encargado de la atención especializada, prevención y disminución de riesgos, formación y especialización de personas, así como docencia e investigación. Es nombrado en honor de Hipólito Unanue, precursor de la independencia y pionero de la medicina en Perú.
Es el hospital más grande y visitado de Lima Este. Atiende a una población de más de dos millones de habitantes, de los distritos limeños de: San Juan de Lurigancho, Lurigancho-Chosica, Chaclacayo, Cieneguilla, Pachacámac, La Molina, Ate, San Borja, La Victoria, Lima, El Agustino y Santa Anita. Asimismo, atiende a la población de la provincia de Huarochirí y los referidos a nivel nacional.

## Historia

### Antecedentes
El 28 de mayo de 1943, se declara el Fundo “Bravo Chico” (El Agustino) de utilidad pública y se autoriza a la Dirección General de Salud para que gestione su expropiación. Esta se produce de conformidad con la RS Nº 1138 de 15 de diciembre de 1943.
Con RS Nº 1363 del 3 de mayo de 1944, se aprueba el contrato para la construcción del Hospital Sanatorio Nº 1 para Tuberculosos en Lima; con una extensión de 23,59 hectáreas de terrenos de cultivo, colocándose la primera piedra el 20 de junio del mismo año con la asistencia de Manuel Prado Ugarteche. Inicialmente, la zona de localización del Hospital estaba comprendida en el distrito de La Victoria. La historia del Hospital Nacional Hipólito Unanue guarda estrecha relación con los esfuerzos por brindar atención y tratamiento a los enfermos de tuberculosis en el país, propulsados a comienzos de la década de los 40 por el Ministerio de Salud, mediante la construcción de una red de Hospitales Sanatorios para la TBC.

### Inauguración
Fue inaugurado el 24 de febrero de 1949, por el presidente Manuel A. Odría, con la asistencia del entonces Ministro de Salud Pública, y Asistencia Social, Alberto López Flores. Comenzó a funcionar en un área construida de 15,1601 m2, con 418 camas. Este Hospital fue diseñado bajo un estilo francés y de tipo horizontal.

### Hospital del Tórax
En 1962, se le nombra Hospital del Tórax, creándose nuevos Departamentos médicos. En 1965, se crea el distrito de El Agustino, segregándose de La Victoria, y absorbiendo el área del Fundo Bravo Chico.
En 1968, se transforma en Hospital General del Tórax ampliando sus funciones con nuevos Departamentos: Medicina General, Cirugía General, Pediatría y nuevos Servicios de Traumatología, Nefrología, Neurocirugía, Urología, Gastroenterología, Cirugía Plástica, Psiquiatría y Dermatología. 

### El Hospital
En 1969, se convierte en Hospital General Base Centro de Salud Hipólito Unanue - Área Hospitalaria Nº 3 La Victoria, tres años después se convierte en Hospital Docente, de acuerdo al Convenio entre el Ministerio de Salud y la Universidad Nacional Federico Villarreal (cuya Facultad de Medicina se encuentra en sus inmediaciones).
En 1984, se crea por Ley 23864, el Instituto Nacional de Cirugía de Tórax y Cardiovascular (que funciona dentro del Hospital General Hipólito Unanue), donde además de realizar cirugía pulmonar se realiza operaciones de corazón con circulación extracorpórea.
Desde el 15 de marzo de 1991, en el primer gobierno de Alberto Fujimori, mediante R.M. 027-91-SA-DM se le asigna la denominación de Hospital Nacional Hipólito Unanue.

## Organización

### Departamentos y Servicios
- Servicio de Medicina.
- Servicio de Neumología
- Departamento de Cirugía de Tórax y Cardiovascular
- Servicio de Cirugía.
- Servicio de Pediatría.
- Servicio de Gastroenterología.
- Servicio de Cardiología.
- Servicio de Nefrología.
- Servicio de Estomatología.
- Servicio de Medicina Tropical.
- Servicio de Cirugía Pediátrica.
- Servicio de Neurología.
- Servicio de Gineco-Obstetricia.
- Servicio de Hematología.
- Servicio de Medicina Física y Rehabilitación.
- Departamento de Enfermería.
- Departamento de Emergencias.
- Departamento de Anestesiología y Centro Quirúrgico.
- Servicio de Nutrición y Dietética.
- Departamento de Servicio Social.
- Servicio de Psicología.
- Departamento de Farmacia.